# العلاقات السعودية الجنوب سودانية
العلاقات السعودية الجنوب سودانية هي العلاقات الثنائية التي تجمع بين السعودية وجنوب السودان.

## مقارنة بين البلدين
هذه مقارنة عامة ومرجعية للدولتين:
| وجه المقارنة                                              | السعودية      | جنوب السودان                  |
| --------------------------------------------------------- | ------------- | ----------------------------- |
| المساحة (كم2)                                             | 2.25 مليون    | 619.75 ألف                    |
| عدد السكان (نسمة)                                         | 33.00 مليون   | 12.58 مليون                   |
| الكثافة السكانية (ن./كم²)                                 | 14.67         | 20.3                          |
| العاصمة                                                   | الرياض        | جوبا                          |
| اللغة الرسمية                                             | اللغة العربية | لغة إنجليزية                  |
| العملة                                                    | ريال سعودي    | جنيه جنوب سوداني، جنيه سوداني |
| الناتج المحلي الإجمالي (بليون دولار)                      | 683.83 مليار  | 2.90 مليار                    |
| الناتج المحلي الإجمالي (تعادل القوة الشرائية) بليون دولار | 1.69 تريليون  | 22.88 مليار                   |
| الناتج المحلي الإجمالي الاسمي للفرد دولار أمريكي          | 20.48 ألف     | 73                            |
| الناتج المحلي الإجمالي للفرد دولار أمريكي                 | 52.01 ألف     | 2.02 ألف                      |
| مؤشر التنمية البشرية                                      | 0.837         | 0.467                         |
| رمز المكالمات الدولي                                      | +966          | +211                          |
| رمز الإنترنت                                              | .sa           | .ss                           |
| المنطقة الزمنية                                           | ت ع م+03:00   | ت ع م+03:00                   |

## منظمات دولية مشتركة
يشترك البلدان في عضوية مجموعة من المنظمات الدولية، منها:
| علم المنظمة | اسم المنظمة                               | تاريخ انضمام السعودية | تاريخ انضمام جنوب السودان |
| ----------- | ----------------------------------------- | --------------------- | ------------------------- |
|             | يونسكو                                    | 4 نوفمبر 1946         | 27 أكتوبر 2011            |
|             | البنك الدولي للإنشاء والتعمير             | 26 أغسطس 1957         | 18 أبريل 2012             |
|             | الأمم المتحدة                             | 24 أكتوبر 1945        | 14 يوليو 2011             |
|             | مؤسسة التمويل الدولية                     | 18 سبتمبر 1962        | 18 أبريل 2012             |
|             | وكالة ضمان الاستثمار متعدد الأطراف        | 12 أبريل 1988         | 18 أبريل 2012             |
|             | المركز الدولي لتسوية المنازعات الاستشارية | 7 يونيو 1980          | 18 مايو 2012              |
|             | الاتحاد البريدي العالمي                   | ?                     | ?                         |
|             | مؤسسة التنمية الدولية                     | 30 ديسمبر 1960        | 18 أبريل 2012             |
|             | منظمة الشرطة الجنائية الدولية             | 13 يونيو 1956         | ?                         |
|             | البنك الإفريقي للتنمية                    | 4 أغسطس 1963          | ?                         |
|             | الاتحاد الدولي للاتصالات                  | 7 فبراير 1949         | 3 أكتوبر 2011             |

## وصلات خارجية
- موقع وزارة الخارجية السعودية
- موقع وزارة الخارجية الجنوب سودانية